# Färöische Fußballmeisterschaft 2019
Die Färöische Fußballmeisterschaft 2019 war die 77. Saison der höchsten färöischen Fußballliga. Die Liga hieß offiziell Betrideildin nach dem Hauptsponsor Betri Banki. Sie startete am 10. März 2019 und endete am 26. Oktober 2019.
Der einzige Aufsteiger ÍF Fuglafjørður kehrte nach einem Jahr in die höchste Spielklasse zurück. Meister wurde KÍ Klaksvík, die den Titel somit zum 18. Mal erringen konnten. Titelverteidiger HB Tórshavn landete auf dem vierten Platz.
Im Vergleich zur Vorsaison verbesserte sich die Torquote auf 3,22 pro Spiel, was den höchsten Schnitt seit 2015 bedeutete. Die höchsten Siege erzielten NSÍ Runavík mit einem 8:1 im Auswärtsspiel gegen EB/Streymur am zehnten Spieltag sowie KÍ Klaksvík mit einem 7:0 im Heimspiel gegen TB Tvøroyri am siebten Spieltag. Die torreichsten Spiele absolvierten ÍF Fuglafjørður und AB Argir mit einem 4:6 am 25. Spieltag sowie HB Tórshavn und EB/Streymur mit einem 6:4 am zwölften Spieltag.

## Modus
In der Betrideildin spielte jede Mannschaft an 27 Spieltagen jeweils drei Mal gegeneinander. Die punktbeste Mannschaft am Saisonende wurde Meister und nahm an der Qualifikation zur Champions League teil. Es gab keinen Absteiger, da drei nichtaufstiegsberechtigte Teams die ersten drei Plätze der 1. Deild belegten.

## Saisonverlauf
B36 Tórshavn setzte sich mit vier Siegen aus vier Spielen zu Beginn der Saison an die Tabellenspitze. Nach drei Niederlagen in Folge, darunter einem 0:3 im Heimspiel gegen KÍ Klaksvík am vierten Spieltag war zunächst Skála, die noch am ersten Spieltag mit 0:1 bei B36 unterlagen in Führung, welche durch eine 1:2-Heimniederlage gegen EB/Streymur zu KÍ wechselte. Nach zwei Unentschieden an den ersten beiden Spieltagen gewannen sie die nächsten sieben Spiele und verloren erstmals am zehnten Spieltag mit 1:4 im Auswärtsspiel gegen HB Tórshavn. Nun befanden sich mit NSÍ Runavík, KÍ Klaksvík und Víkingur Gøta drei Mannschaften mit jeweils zehn Siegen, zwei Unentschieden und zwei Niederlagen punktgleich an der Spitze, B36 Tórshavn folgte mit nur einem Punkt dahinter. Am nächsten Spieltag setzte sich B36 auswärts mit 2:0 gegen KÍ durch, während KÍ einen Spieltag später mit 1:0 gegen NSÍ gewinnen konnte. Víkingur spielte vom 16. bis 18. Spieltag gegen alle drei Konkurrenten und verlor jeweils. Am 17. Spieltag waren nun NSÍ Runavík, KÍ Klaksvík und B36 Tórshavn punktgleich. Während B36 die nächsten sieben Spiele siegreich gestalten konnte, blieb NSÍ die folgenden vier Spiele ungeschlagen, verlor jedoch am 22., 24. und 26. Spieltag gegen B36, KÍ und Víkingur jeweils zu Hause. KÍ Klaksvík hingegen spielte nur am 19. Spieltag im Heimspiel gegen Skála ÍF mit einem 2:2 unentschieden und gewann die restlichen Partien. Nach einem 2:2 im Derby zwischen B36 und HB gab die bessere Tordifferenz den Ausschlag gegenüber KÍ. Am letzten Spieltag kam es zur Entscheidung. KÍ Klaksvík konnte sich hierbei mit 3:0 auswärts bei B36 Tórshavn durchsetzen und gewann somit die Meisterschaft.

## Vereine
| Mannschaft      | Stadion          | Spielort     |
| --------------- | ---------------- | ------------ |
| AB Argir        | Skansi Arena     | Argir        |
| B36 Tórshavn    | Gundadalur       | Tórshavn     |
| EB/Streymur     | við Margáir      | Streymnes    |
| HB Tórshavn     | Gundadalur       | Tórshavn     |
| ÍF Fuglafjørður | Í Fløtugerði     | Fuglafjørður |
| KÍ Klaksvík     | Við Djúpumýrar   | Klaksvík     |
| NSÍ Runavík     | við Løkin        | Runavík      |
| Skála ÍF        | Undir Mýruhjalla | Skála        |
| TB Tvøroyri     | við Stórá        | Trongisvágur |
| Víkingur Gøta   | Sarpugerði       | Norðragøta   |

## Abschlusstabelle
| Pl. | Verein              | Sp. | S  | U | N  | Tore    | Diff. | Punkte |
| --- | ------------------- | --- | -- | - | -- | ------- | ----- | ------ |
| 1.  | KÍ Klaksvík         | 27  | 21 | 3 | 3  | 062:190 | +43   | 66     |
| 2.  | B36 Tórshavn (P)    | 27  | 20 | 3 | 4  | 053:230 | +30   | 63     |
| 3.  | NSÍ Runavík         | 27  | 18 | 3 | 6  | 065:310 | +34   | 57     |
| 4.  | HB Tórshavn (M)     | 27  | 15 | 6 | 6  | 062:280 | +34   | 51     |
| 5.  | Víkingur Gøta       | 27  | 16 | 3 | 8  | 051:350 | +16   | 51     |
| 6.  | Skála ÍF            | 27  | 12 | 1 | 14 | 038:320 | +6    | 37     |
| 7.  | AB Argir            | 27  | 6  | 3 | 18 | 032:660 | −34   | 21     |
| 8.  | TB Tvøroyri 1       | 27  | 5  | 4 | 18 | 020:570 | −37   | 19     |
| 9.  | EB/Streymur         | 27  | 5  | 3 | 19 | 025:630 | −38   | 18     |
| 10. | ÍF Fuglafjørður (N) | 27  | 1  | 3 | 23 | 027:810 | −54   | 06     |

Platzierungskriterien: 1. Punkte – 2. Tordifferenz – 3. geschossene Tore

| (M) | Meister 2018                     |
| (P) | Pokalsieger 2018                 |
| (N) | Aufsteiger aus der 1. Deild 2018 |

## Kreuztabelle
| 2019            | AB Argir | AB Argir | B36 Tórshavn | B36 Tórshavn | EB/Streymur | EB/Streymur | HB Tórshavn | HB Tórshavn | ÍF Fuglafjørður | ÍF Fuglafjørður | KÍ Klaksvík | KÍ Klaksvík | NSÍ Runavík | NSÍ Runavík | Skála ÍF | Skála ÍF | TB Tvøroyri | TB Tvøroyri | Víkingur Gøta | Víkingur Gøta |
| --------------- | -------- | -------- | ------------ | ------------ | ----------- | ----------- | ----------- | ----------- | --------------- | --------------- | ----------- | ----------- | ----------- | ----------- | -------- | -------- | ----------- | ----------- | ------------- | ------------- |
| AB Argir        |          |          | 1:2          | 1:2          | 1:1         | −           | 1:2         | −           | 2:1             | 3:1             | 0:4         | 0:2         | 1:5         | −           | 0:1      | 0:2      | 2:2         | −           | 1:3           | 0:3           |
| B36 Tórshavn    | 4:1      | −        |              |              | 3:0         | −           | 2:1         | 2:2         | 3:0             | 7:2             | 0:3         | 0:3         | 1:1         | −           | 1:0      | 1:0      | 1:0         | 3:1         | 2:1           | −             |
| EB/Streymur     | 5:1      | 1:2      | 1:2          | 0:4          |             |             | 0:3         | 1:0         | 0:2             | 0:0             | 0:1         | −           | 1:8         | −           | 0:1      | −        | 0:2         | −           | 1:4           | −             |
| HB Tórshavn     | 4:3      | 5:0      | 0:0          | −            | 6:4         | −           |             |             | 6:0             | −               | 4:1         | −           | 1:1         | 0:2         | 0:2      | 3:0      | 3:0         | 3:0         | 3:1           | 3:1           |
| ÍF Fuglafjørður | 4:6      | −        | 1:3          | −            | 2:3         | −           | 0:2         | 1:5         |                 |                 | 2:3         | 0:3         | 2:4         | −           | 0:3      | 1:3      | 2:2         | 1:1         | 0:4           | −             |
| KÍ Klaksvík     | 2:1      | −        | 0:2          | −            | 2:1         | 4:0         | 0:0         | 3:1         | 3:0             | −               |             |             | 2:0         | 3:2         | 2:2      | −        | 7:0         | 3:0         | 2:0           | −             |
| NSÍ Runavík     | 5:1      | 2:0      | 2:1          | 0:3          | 1:0         | 3:0         | 1:1         | −           | 3:1             | 3:1             | 0:1         | −           |             |             | 3:0      | −        | 3:1         | −           | 4:2           | 0:2           |
| Skála ÍF        | 0:1      | −        | 1:2          | −            | 1:2         | 5:0         | 0:3         | −           | 2:1             | −               | 0:1         | 0:2         | 2:0         | 1:2         |          |          | 2:0         | 5:1         | 2:3           | 0:1           |
| TB Tvøroyri     | 2:1      | 0:1      | 0:1          | −            | 1:0         | 1:2         | 1:1         | −           | 1:0             | −               | 1:0         | −           | 0:3         | 1:4         | 0:2      | −        |             |             | 1:2           | 0:2           |
| Víkingur Gøta   | 1:1      | −        | 1:0          | 0:1          | 1:1         | 2:1         | 1:0         | −           | 3:0             | 3:2             | 2:2         | 1:3         | 2:3         | −           | 2:1      | −        | 3:1         | −           |               |               |

## Torschützenliste
Bei gleicher Anzahl von Treffern sind die Spieler nach dem Nachnamen alphabetisch geordnet.
| Pl. | Name                 | Team                             | Tore |
| --- | -------------------- | -------------------------------- | ---- |
| 1.  | Klæmint Olsen        | NSÍ Runavík                      | 26   |
| 2.  | Jóannes Bjartalíð    | KÍ Klaksvík                      | 18   |
| 3.  | Adrian Justinussen   | HB Tórshavn                      | 16   |
| 4.  | Patrik Johannesen    | KÍ Klaksvík                      | 13   |
| 5.  | Ari Olsen            | HB Tórshavn                      | 12   |
| 6.  | Stefan Radosavljevic | TB Tvøroyri (6) B36 Tórshavn (3) | 9    |
| 6.  | Sølvi Vatnhamar      | Víkingur Gøta                    | 9    |
| 8.  | Árni Frederiksberg   | B36 Tórshavn                     | 8    |
| 8.  | Petur Knudsen        | NSÍ Runavík                      | 8    |
| 8.  | Ronni Møller-Iversen | Skála ÍF                         | 8    |

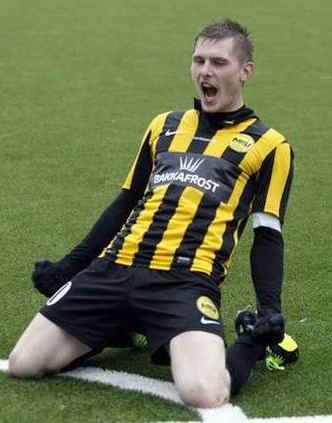
Torschützenkönig Klæmint Olsen

Dies war nach 2013, 2014, 2015 und 2016 der fünfte Titel für Klæmint Olsen.

## Trainer
| Mannschaft      | Trainer              | Spieltage |
| --------------- | -------------------- | --------- |
| AB Argir        | Sorin Anghel Vasile  | 01–27     |
| B36 Tórshavn    | Jákup á Borg         | 01–27     |
| EB/Streymur     | Jákup Martin Joensen | 01–27     |
| HB Tórshavn     | Heimir Guðjónsson    | 01–27     |
| ÍF Fuglafjørður | Hegga Samuelsen      | 01–05     |
| ÍF Fuglafjørður | Ólavur Larsen        | 06        |
| ÍF Fuglafjørður | Kári Reynheim        | 07–27     |
| ÍF Fuglafjørður | Hans Jørgen Djurhuus | 07–27     |
| KÍ Klaksvík     | Mikkjal Thomassen    | 01–27     |
| NSÍ Runavík     | Guðjón Tórðarson     | 01–27     |
| Skála ÍF        | Eyðun Klakstein      | 01–27     |
| TB Tvøroyri     | Zoran Pavlovic       | 01–24     |
| TB Tvøroyri     | Karl Øster           | 25–27     |
| TB Tvøroyri     | Tórður Holm          | 25–27     |
| Víkingur Gøta   | Erland Tvørfoss      | 01        |
| Víkingur Gøta   | Sámal Erik Hentze    | 02–27     |

Während der Saison gab es abgesehen von Víkingur Gøta zwei Trainerwechsel. TB Tvøroyri verschlechterte sich daraufhin um eine Position auf den achten Platz, wohingegen es für ÍF Fuglafjørður keine Auswirkungen hatte.

## Schiedsrichter
Folgende Schiedsrichter, darunter auch jeweils einer aus Finnland, Norwegen und Schweden, leiteten die 135 Erstligaspiele:
| Name                   | Stammverein   | Spiele |
| ---------------------- | ------------- | ------ |
| Kári á Høvdanum        | Víkingur Gøta | 22     |
| Rúni Gaardbo           | B68 Toftir    | 18     |
| Eiler Rasmussen        | AB Argir      | 18     |
| Jóhan Hendrik Ellefsen | MB Miðvágur   | 16     |
| Alex Troleis           | B68 Toftir    | 15     |
| Dagfinn Forná          | NSÍ Runavík   | 13     |
| Petur Reinert          | Víkingur Gøta | 10     |
| Bjarki Danielsen       | NSÍ Runavík   | 09     |
| Lars Müller            | Royn Hvalba   | 08     |
| Fredrik Hansson        | –             | 01     |
| Runi Olsen             | MB Miðvágur   | 01     |
| Oliver Reitala         | –             | 01     |
| Svein Tore Sinnes      | –             | 01     |
| Rani Andrasson Skaalum | Undrið FF     | 01     |
| Áron Sofus Vest        | KÍ Klaksvík   | 01     |

## Die Meistermannschaft
In Klammern sind die Anzahl der Einsätze sowie die dabei erzielten Tore genannt.
| 1. | KÍ Klaksvík |
|    | Jákup Andreasen (26/2) \| Mikkjal á Bergi (3/0) \| Jóannes Bjartalíð (27/18) \| Jesper Brinck (25/0) \| Aksel Danielsen (2/0) \| Jóannes Danielsen (27/0) \| Boris Dosljak (25/5) \| Torbjørn Grytten (13/3) \| Semir Hadzibulic (10/1) \| Kristian Joensen (24/0) \| Meinhardt Joensen (3/0) \| Jonn Johannessen (22/2) \| Patrik Johannesen (25/13) \| Páll Klettskarð (14/6) \| Darius Lewis (12/3) \| Takuya Matsunaga (6/0) \| Ólavur Niclassen (17/0) \| Steinbjørn Olsen (20/1) \| Deni Pavlovic (15/2) \| Børge Petersen (6/0) \| Óli Poulsen (1/0) \| Simen Sandmæl (21/3) \| Ísak Simonsen (22/0) \| Magnus Stamnestrø (9/1) |

ohne Einsatz: Tórur Justesen | Géza Tamás Turi
- Trainer: Mikkjal Thomassen

## Nationaler Pokal
Im Landespokal gewann HB Tórshavn mit 3:1 gegen Víkingur Gøta. Meister KÍ Klaksvík schied im Halbfinale aus.

## Europapokal
2019/20 spielte HB Tórshavn als Meister des Vorjahres in der 1. Qualifikationsrunde zur Champions League gegen HJK Helsinki (Finnland). Nach der Niederlage im Hinspiel mit 0:3 erreichte HB zu Hause ein 2:2. Anschließend spielte HB in der 2. Qualifikationsrunde zur UEFA Europa League gegen Linfield FC (Nordirland) im Heimspiel 2:2 und verlor auswärts mit 0:1.
NSÌ startete in der Vorqualifikation zur UEFA Europa League gegen Ballymena United (Nordirland). Nach einem 0:2 im Auswärtsspiel endete das Rückspiel 0:0, woraufhin NSÍ ausschied.
KÍ Klaksvík startete ebenfalls in der Vorqualifikation zur UEFA Europa League gegen SP Tre Fiori (San Marino) und gewann beide Spiele mit 5:1 und 4:0. In der 1. Qualifikationsrunde gelang gegen FK Riteriai (Litauen) das Weiterkommen nach einem 1:1 und 0:0 aufgrund der Auswärtstorregel. In der 2. Qualifikationsrunde schied KÍ schließlich nach 0:1-Niederlagen in beiden Spielen gegen den FC Luzern (Schweiz) aus.
B36 Tórshavn spielte als Pokalsieger des Vorjahres in der 1. Qualifikationsrunde zur UEFA Europa League gegen Crusaders FC (Nordirland) und verlor beide Spiele mit 0:2 und 2:3.